# Erich Drescher
Pour les articles homonymes, voir Drescher.
Erich Drescher (né le 26 septembre 1894 à Laar et mort le 13 décembre 1956 à Leer) est un homme politique allemand (NSDAP). 

## Biographie
Après avoir étudié à l'école primaire de Bienenburg am Harz, le collège et le lycée d'Hamelin, ce fils de douanier passe son examen de fin d'études en février 1913. D'avril 1913 à mars 1914, il appartient au 73e régiment de fusiliers, dont il sort en tant qu'aspirant officier.  Le 1er avril 1914, il entre dans l'administration des douanes. À partir de 1914, Drescher participe à la Première Guerre mondiale, au cours de laquelle il est blessé à deux reprises, dont une fois, le 27 décembre 1914, gravement. Cette grave lésion cérébrale consécutive à un exercice infructueux à la grenade à main entraîne une longue hospitalisation avec traitement de rééducation. Le 1er septembre 1916, il retourne à l'administration des douanes après avoir quitté l'armée, inapte au service militaire. Promu inspecteur des douanes, Drescher est nommé commissaire de district des douanes à Leer en 1929. 
En août 1929, il a commencé à travailler pour le NSDAP et devient membre du groupe local de Weener le 1er octobre 1930. Il est l'un des cofondateurs du groupe local du NSDAP à Leer. En décembre 1930, il est nommé chef de district du parti. En juillet 1932, il est nommé directeur de district et en juillet 1933 promu inspecteur de Gau. En 1933, il est député du parlement provincial de Hanovre (de) pendant une courte période. 
Après la destitution de l'ancien maire Erich vom Bruch (de) par les national-socialistes, Drescher est d'abord commissaire d'État de mars 1933 à septembre 1934, puis maire de la ville de Leer jusqu'à la libération du national-socialisme au printemps 1945. L'un de ses premiers actes officiels est de mettre l'administration en conformité. Dans ce contexte, il est complice du suicide de son prédécesseur. En tant que maire, il est responsable, entre autres, de l'organisation de la Nuit de Cristal à Leer. Ensuite, en coopération avec la SA locale, il supervise le transport des hommes de la communauté juive de Leer vers le camp de concentration de Sachsenhausen. 
De mars 1936 jusqu'à la fin de la domination nazie au printemps 1945, Drescher siège au Reichstag comme député de la circonscription 14 (Weser-Ems). En outre, il est membre du comité de l'arrondissement de Leer. Il est également rédacteur en chef l'Ostfriesische Tageszeitung, qu'il utilise dans la phase finale de la Seconde Guerre mondiale comme porte-parole de ses slogans de résistance nazie. 
Après la fin de la guerre, il est interné par les Alliés. Libéré pour cause de maladie, Drescher gagna d'abord sa vie avec des activités agricoles et à partir de 1951 en tant que gardien de nuit dans une ferme. En raison de son implication aux pogroms de novembre, il est condamné par la cour d'assises d'Aurich à la prison, mais en raison d'un avis médical ("responsabilité limitée"), sa peine est fixée à 21 mois de prison. La peine est considérée comme ayant été payée par son internement. Il postule sans succès à un nouvel emploi à l'administration municipale. Finalement, il travaille de nouveau en tant que gardien de nuit en 1956 et est décède d'un arrêt cardiaque sur le chemin du travail. 
Après la mort de Drescher, une discussion tenace a eu lieu dans la commune de Leer pour savoir si une photo de Drescher devait rester dans la galerie des maires de la ville dans l'ancien bâtiment de l'hôtel de ville. Ce différend n'est résolu qu'en décembre 2000, lorsque la galerie est renommée "Galerie officielle d'honneur" et la photo de Drescher est supprimée.